# Hiéroglyphe égyptien F2
La tête de taureau, en hiéroglyphes égyptiens, est classifiée dans la section F « Parties de mammifères » de la liste de Gardiner ; cet hiéroglyphe y est noté F2.

## Représentation
Il représente une tête de taureau (race Negou) chargeant.

## Utilisation
| D · n | d · F2 |

| D · n | d · F2 |

F2 semble avoir très probablement inspiré (avec F1) l'alphabet protosinaïtique pour le caractère d'où dérive la lettre A de l'alphabet latin.